# 844 هـ
844 هـ هي سنة في التقويم الهجري امتدت مقابلةً في التقويم الميلادي بين سنتي 1440 و1441.

## وفيات
- ابن رسلان